# Arenivaga genitalis
Arenivaga genitalis är en kackerlacksart som beskrevs av Andrew Nelson Caudell 1918. Arenivaga genitalis ingår i släktet Arenivaga och familjen Polyphagidae. Inga underarter finns listade i Catalogue of Life.